# Strajiniće
Strajiniće (Servisch cyrillisch Страјиниће) is een plaats in de Servische gemeente Sjenica. De plaats telt 29 inwoners (2002).